# Laina Schwarz
Laina Schwarz (* 1982 in Düsseldorf) ist eine deutsche Theater- und Filmschauspielerin.

## Leben
Laina Schwarz absolvierte von 2003 bis 2006 ein Schauspielstudium an der Filmuniversität Babelsberg „Konrad Wolf“ in Potsdam-Babelsberg und wurde gleichzeitig als Film- und Fernsehschauspielerin aktiv. Nach Abschluss ihres Schauspiel-Diploms wurde sie bundesweit als Theaterschauspielerin tätig. Hierzu gehören Gast- und Festengagements an unterschiedlichen deutschen Bühnen, darunter die Komödie am Kurfürstendamm in Berlin, das Theater Bremen, das Stadttheater Bremerhaven, das Schauspielhaus Chemnitz, das Staatsschauspiel Dresden, das Düsseldorfer Schauspielhaus, das Theater im Bauturm in Köln und das Hessische Landestheater Marburg. Von 2012 bis 2017 hatte sie ein Engagement beim Staatsschauspiel Dresden und in der Spielzeit 2021/2022 kehrte sie als Gast an das Staatsschauspiel Dresden zurück.

## Filmografie (Auswahl)
- 2006: Berliner Reigen
- 2006: Deutschland Deine Lieder
- 2009: Faust. Der Tragödie erster Teil
- 2013: Die Bücherdiebin (The Book Thief)
- 2013: Tatort: Er wird töten
- 2016: In aller Freundschaft – Die jungen Ärzte (Fernsehserie, Folge Abschied)
- 2017: SOKO Leipzig (Fernsehserie, Folge Einmal im Leben)
- 2019: Tatort: Weiter, immer weiter
- 2020: SOKO Leipzig (Fernsehserie, Folge Der gefesselte König)
- 2021: Marie Brand und die Leichen im Keller
- 2021: Der Staatsanwalt (Fernsehserie, Folge Tödliches Dickicht)
- 2021: schwere l o s
- 2022: SOKO Wismar (Fernsehserie, Folge Ein Bürokratischer Tod)
- 2022: Geborgtes Weiß